# Ferula vicaria
Ferula vicaria är en flockblommig växtart som beskrevs av Jevgenij Korovin. Ferula vicaria ingår i släktet stinkflokesläktet, och familjen flockblommiga växter. Inga underarter finns listade i Catalogue of Life.